# Yeres
Yeres (en cabreirés Eres) es una localidad española del municipio de Puente de Domingo Flórez, en la provincia de León, comunidad autónoma de Castilla y León. 
La iglesia está dedicada a San Pelayo, en cuyo honor también se celebran las fiestas.

## Localidades limítrofes
Confina con las siguientes localidades:
- Al norte con Las Médulas.
- Al noreste con Orellán.
- Al sureste con Castroquilame.
- Al suroeste con Las Vegas de Yeres.
- Al oeste con Salas de la Ribera.

## Historia
Así se describe a Yeres en el tomo XVI del Diccionario geográfico-estadístico-histórico de España y sus posesiones de Ultramar, obra impulsada por Pascual Madoz a mediados del siglo XIX:

Lugar en la provincia de León, partido judicial de Ponferrada, diócesis de Astorga, audiencia territorial y capitanía general de Valladolid, ayuntamiento de Puente de Domingo Flórez; Situado en la cuesta que forma la altura denominada Campo de Braña; su clima es frío y propenso a tercianas y pulmonías. Tiene 24 casas; escuela de primeras letras; iglesia parroquial (San Pelayo), matriz de Las Vegas de Yeres, servida por un coadjutor; y buenas aguas potables. Confina con el anejo, Orellán y Puente de Domingo Flórez. El terreno es de mediana calidad. Los caminos son locales. Producciones: granos, legumbres, vino, patatas y pastos; cría ganados y alguna caza. Población: 24 vecinos, 100 almas. Contribución: con el ayuntamiento (V.).
Diccionario geográfico-estadístico-histórico de España y sus posesiones de Ultramar

## Demografía
Evolución de la población
| Gráfica de evolución demográfica de Yeres entre 2000 y 2017        |
|                                                                    |
| Población de derecho (2000-2017) según el padrón municipal del INE |